# La ley secreta
La ley secreta —en inglés: Undercover Law— es una serie de televisión colombiana producida por Caracol Televisión. Está protagonizada por Viña Machado, Luna Baxter, Juana del Río y Valeria Galviz La serie está basada en hechos de la vida real de un grupo de mujeres que conforma un grupo de fuerzas especiales de la policía. La producción de la serie comenzó el 30 de octubre de 2017 y está grabada en una resolución de 4K Ultra HD. La serie se estrenó el 1 de octubre de 2019.
Se estrenó vía streaming el 31 de agosto de 2018 a través de Netflix.

## Sinopsis
La serie gira en torno a Sandra, Amelia y Tatiana tres agentes encubiertas que trabajan para la policía con ayuda también del DPI «Departamento Policiaco de Investigación» (basado en el CTI «Cuerpo Técnico de Investigación»), y Alejandra, una mula, quien se convierte en una informante de la policía para evitar ir presa. Todas ellas se encargarán de infiltrarse en grandes bandas criminales para desmantelarlas sin importar arriesgar sus vidas y así poder cumplir la función de la ley. Todas ellas reciben un “alias” que es un nombre falso para no ser descubiertas, cada una de ellas deberán pasar por momentos de crisis que luego se solucionarán.

## Reparto
- Viña Machado como Sandra Medina / Laura de Dávila
- Luna Baxter como Tatiana Ariza / Sofía Cuellar
- Juana del Río como Amelia Gómez / Rosa Arias
- Valeria Galviz como María Alejandra Álvarez Bernal / Yina Vargas
- Sara Pinzón como Kímberly Álvarez
- Tommy Vásquez como Sebastián "El Coyote" / Juan Pablo Dávila
- Luis Mesa como Coronel Cristóbal Porto
- Katherine Vélez como Coronel María Emma Maldonado Vargas[6]
- Variel Sánchez como Lerner Júnior
- Álvaro García como General Borrero
- Ricardo Vesga[7] como Rodrigo Méndez "Bigotes"
- Juan Manuel Mendoza como Eduardo Celis "El Halcón"
- Camilo Amores como Sergio "Checho" Gómez
- Tata Ariza como Jenifer Jara
- Toto Vega como Francisco Correa "Bautista"
- Wilderman García Buitrago como Diego
- Marcela Vanegas como Marcela Rojas
- Manuela González como Catalina Botero
- Tatiana Rentería como Genoveva Botero
- Patrick Delmas como Simon Binoche[8]
- María Cecilia Botero[9] como Bertha
- Luis Eduardo Arango como Coronel Santacruz
- Hans Martínez como Sargento Mendieta